# Dundo
Dundo je hlavním městem provincie Lunda Norte, která na severu sousedí s Demokratickou republikou Kongo. Město má dlouholetou hornickou tradici. Součástí města je letiště, fotbalový stadion Sagrada Esperança a také muzeum.

## Historie
Bylo založeno v blízkosti místa, kde v roce 1912 byly nalezeny diamanty a samotný rozvoj obce byl řízený soukromou společností Diamang, až roku 1977 , kdy se jej angolská vláda rozhodla znárodnit  . Do roku 1980 vytěžily doly v Dundo asi 10% roční světové produkce diamantů, ovšem po vypuknutí občanské války v Angole se produkce výrazně snížila.